# Colomba pasquale
La colomba pasquale o colomba di Pasqua è un tradizionale pane dolce pasquale italiano, con un impasto fatto in maniera simile al panettone e modellato a forma di colomba con le ali aperte. È la controparte di due famosi dolci natalizi italiani, il panettone e il pandoro.
La colomba pasquale fu commercializzata per la prima volta a Milano negli anni trenta del '900 dalla Motta come versione pasquale del panettone.

## Storia

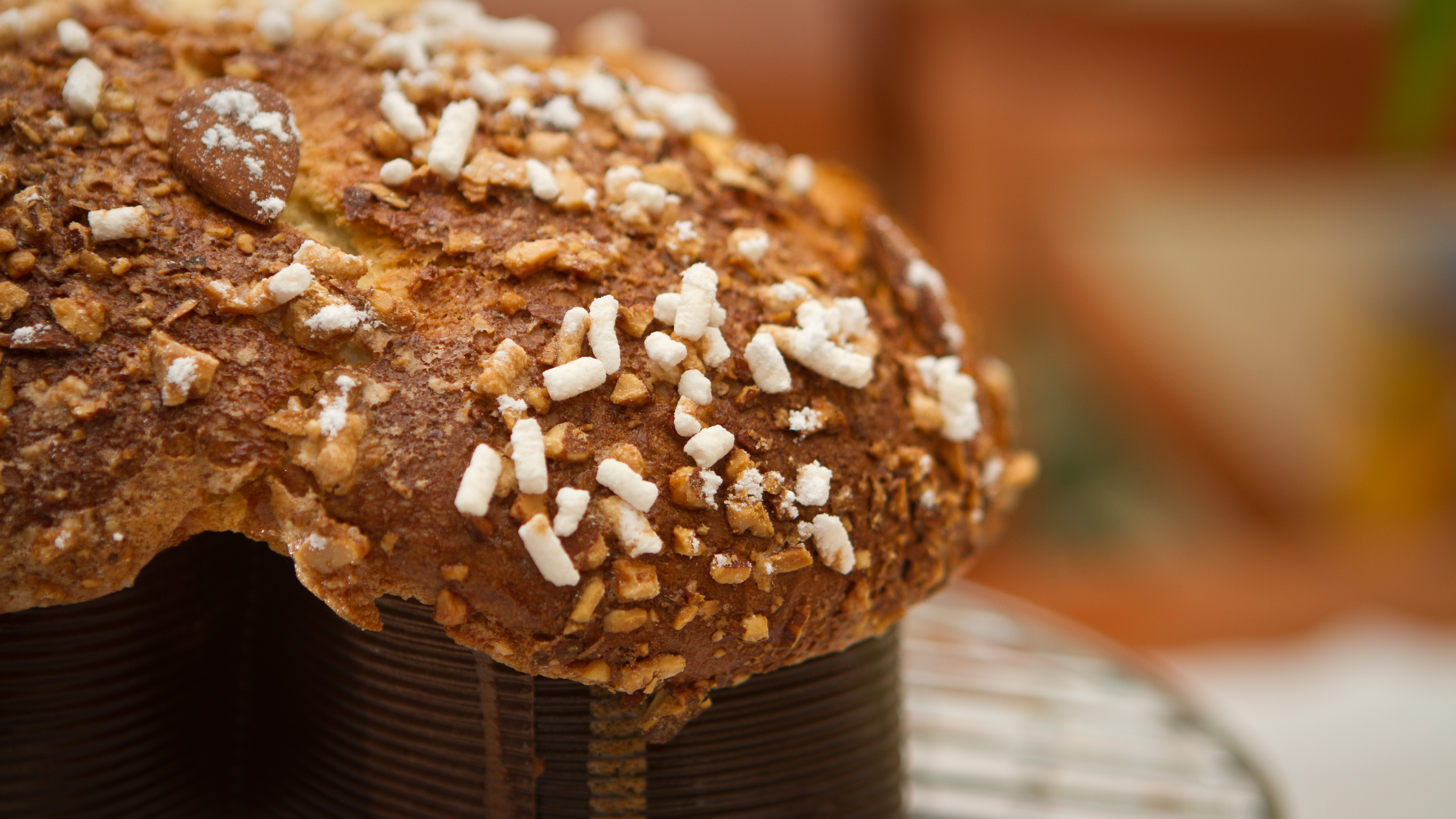
Dettaglio della glassatura con mandorle e codette di zucchero

Dolci a forma di colomba sembra che esistessero già in tempi passati. Secondo una leggenda, nel 610 d.C. san Colombano, in transito nella città di Pavia, fu ospite della regina Teodolinda la quale offrì un lauto banchetto che lui rifiutò in quanto si era in periodo di quaresima; il santo, per evitare che la regina e il consorte Agilulfo ritenessero il rifiuto un'offesa, trasformò le ricche cibarie in più semplici colombe di pane.
Un'altra leggenda, sempre ambientata a Pavia, vuole che nel 572 d.C. la città avesse offerto in segno di pace al re longobardo Alboino dei dolci a forma di colomba, per evitare che questi saccheggiasse la città dopo un assedio durato mesi.
Una terza leggenda narra che durante la Battaglia di Legnano un condottiero degli italiani fece distribuire ai soldati dei pani a forma di colomba in segno di buon auspicio dopo aver visto due colombe posarsi sulle insegne della Lega durante la battaglia.
A contendersi la paternità del dolce si inserisce anche il Veneto, in particolare nella città di Verona è diffusa una focaccia dolce con miele, mandorle, frutta candita e glassata, che sembra esistesse nella forma di colomba già alla fine dell'Ottocento, seppur realizzata in forma tonda classica nel trevigiano in tempi più antichi.
L'origine certa del dolce è negli anni trenta del XX secolo. Dino Villani, direttore pubblicità della ditta milanese Motta, già celebre per i suoi panettoni natalizi, ebbe l'idea di sfruttare gli stessi macchinari e lo stesso impasto per la creazione di un dolce simile al panettone, ma destinato alla festività della Pasqua. Il Villani era a conoscenza della presenza di dolci di questa forma e pensò di rielaborarli e soprattutto di renderli un prodotto per il consumo di massa. Da allora la colomba pasquale si diffuse in Italia e all'estero. 
L'impasto originale, a base di farina, burro, uova, zucchero e scorza d'arancia candita, con una glassatura alle mandorle, assunse successivamente varie forme e varianti. La variante principale consiste, come per il panettone, nella semplice rimozione dei canditi all'interno. Con gli anni si sono aggiunte varianti con ripieno di creme (cioccolato, pistacchio, crema pasticciera ecc.), aromatizzate con liquori (limoncello, Strega ecc.) o con glassature particolari. A partire dagli anni duemila esistono anche colombe senza glutine per celiaci e senza lattosio.